# Zbór Kościoła Chrześcijan Dnia Sobotniego w Bydgoszczy
Zbór Kościoła Chrześcijan Dnia Sobotniego w Bydgoszczy – najstarszy zbór chrześcijan dnia sobotniego w Polsce, znajdujący się w Bydgoszczy przy ul. Zduny 10A.
Miasto Bydgoszcz jest miejscem narodzin ruchu chrześcijan dnia sobotniego, który wyodrębnił się z polskiego Kościoła Adwentystów Dnia Siódmego w 1933 r. za sprawą dra Alfreda Kubego. Zbór liczy ok. 10 osób.